# Nagat´ (rzeka)
Nagat´ (ros. Нагать) – rzeka w zachodniej Rosji, w rejonie smoleńskim obwodu smoleńskiego.

## Geografia
Jest lewym dopływem Dniepru, a jej długość to 26 km.
Źródła rzeki znajdują się w granicach osiedla wiejskiego Prigorskoje, w pobliżu dieriewni Kowalowka, 2,5 km od drogi federalnej R120 (Orzeł – Briańsk – Smoleńsk – Witebsk). Do Dniepru rzeka wpada na terytorium osiedla wiejskiego Kozinskoje, 0,8 km od dieriewni Wysokoje, 0,5 km od przystanku kolejowego 368 km.

## Miejscowości nadrzeczne
- Prigorskoje: Kowalowka, Cybulniki, Tomaszewka, Nagać, Prigorskoje, Wierbowka, Borszczewszczina, Znamienka, Kazarma 368 km[2].
- Kozinskoje: Tyczinino, Wysokoje[3].